# K-pop
K-pop (/keɪ pɔp/, akronim od ang. Korean pop; hangul 케이팝, keipab) – gatunek muzyki popularnej, który powstał w Korei Południowej, łącząc w sobie elementy dance-pop, ballada popowa, electropop, hip-hop, rock, jazz, pop opera, współczesny rhythm and blues czy muzyka klasyczna. Gatunek ten pojawił się wraz z jedną z pierwszych grup K-popowych, Seo Taiji and Boys, która powstała w roku 1992. Ich eksperymenty z różnymi stylami muzyki „przekształciły scenę muzyczną Korei”. W rezultacie włączanie zagranicznych elementów muzycznych stało się powszechną praktyką wśród artystów K-popowych.
Według autora amerykańskiego magazynu muzycznego „Rolling Stone” K-pop to mieszanka modnej muzyki zachodniej i wysokoenergetycznego japońskiego popu, która przyciąga słuchaczy za pomocą powtarzalnych chwytliwych zwrotów, czasami w języku angielskim. K-pop to połączenie zarówno śpiewu, jak i rapu oraz przywiązanie dużej wagi do warstwy wizualnej występu oraz efektów scenicznych.
K-pop to nie tylko muzyka; stał się subkulturą, która jest popularna wśród młodzieży całego świata. Dzięki internetowi i dostępności treści cyfrowych zyskał szeroką publiczność.

## Charakterystyka

### Treści audiowizualne
Chociaż określenie K-pop odnosi się głównie do południowokoreańskiej muzyki popularnej, niektórzy uważają go za wszechogarniający gatunek, prezentujący szerokie spektrum elementów muzycznych i wizualnych. Francuski Institut national de l'audiovisuel definiuje K-pop jako „połączenie muzyki syntetycznej, ścisłych układów tanecznych i modnych, kolorowych strojów”.

### Gatunek hybrydowy i wartości ponadnarodowe
K-pop to produkt kulturowy, który wyróżnia „wartości, tożsamość i znaczenia, które wykraczają poza ich wartość ściśle komercyjną”. Charakteryzuje się mieszanką współczesnych brzmień zachodnich i wpływów afroamerykańskich (w tym brzmienia hip-hopu, R&B, jazzu, black popu, soulu, funku, techno, disco, house i Afro-popu) z koreańskim sposobem wykonania (m.in. zsynchronizowane ruchy taneczne, zmiany formacji i choreografia polegająca na chwytliwych i powtarzalnych ruchach). Według niektórych sukces K-popu jest wynikiem jego wartości ponadnarodowych. Eun-Yoyng Jung z Uniwersytetu Kalifornijskiego w San Diego powiedziała, że „współczesna popkultura koreańska opiera się na (...) wpływach ponadnarodowych (...) wychodzących poza granice państwowe i instytucjonalne”. Niektóre przykłady  wartości ponadnarodowych typowych dla K-popu, które mogą spodobać się osobom z różnych środowisk etnicznych, narodowych i religijnych, obejmują poświęcenie się wysokiej jakości produkcji i prezentacji idoli, a także etykę pracy i uprzejmą postawę społeczną.

### Marketing
Wiele agencji prezentuje odbiorcom nowe grupy idoli poprzez „prezentację debiutancką” (ang. debut showcase), na którą składa się promocja online i w programach telewizyjnych, a nie za pomocą radia. Zespoły otrzymują nazwę i „koncept” – rodzaj tematu wizualnego i muzycznego, który grupy wykonawców wykorzystują podczas swojego debiutu lub comebacku. Koncepcje mogą się zmieniać między debiutem a comebackami, można je również podzielić na ogólne i tematyczne. Nowe grupy idoli często debiutują z koncepcją dobrze znaną na rynku, która zapewni udany debiut. Czasami powstają grupy lub podgrupy tworzone spośród członków danego zespołu. Dwie przykładowe podgrupy to Super Junior-K.R.Y., w skład której wchodzą członkowie Super Junior: Kyuhyun, Ryeowook i Yesung, oraz Super Junior-M, która stała się jedną z najlepiej sprzedających się podgrup K-popowych w Chinach.
Na marketing internetowy składają się teledyski publikowane w serwisie YouTube w celu dotarcia do odbiorców na całym świecie. Przed publikacją docelowego filmu grupa publikuje zapowiadające go zdjęcia i zwiastuny wideo. Cykle promocyjne kolejnych singli nazywane są comebackami (kor. 컴백 keombaek), nawet jeśli dany muzyk lub grupa nie zawiesiła swojej aktywności.

### Choreografia
Taniec jest integralną częścią K-popu. Łącząc wielu wokalistów, zmieniają oni często swoje pozycje podczas śpiewania i tańca, wykonując szybkie zsynchronizowane ruchy, co jest znane jako „zmiany formacji” (kor. 자리바꿈 Jaribaggum). Choreografia K-popowa (kor. 안무 Anmu) charakteryzuje się tzw. „choreografią punktową” (kor. 포인트 안무 Pointeu anmu, ang. „point dance”) – w odniesieniu do układu składającego się z powtarzających się ruchów podczas hooków, wpasowanych w tekst piosenki. „Sorry Sorry” grupy Super Junior i „Abracadabra” zespołu Brown Eyed Girls to przykłady piosenek z ikoniczną choreografią punktową. Choreografia tańca do piosenki wymaga od twórców uwzględnienia tempa utworu. Według Ellen Kim, tancerki i choreografki z Los Angeles, należy również wziąć pod uwagę zdolność fana do wykonania tych samych kroków. W konsekwencji choreografowie K-popowi muszą upraszczać ruchy.
Aby odnieść sukces w branży rozrywkowej i dobrze tańczyć, idole przechodzą intensywne szkolenia i przygotowania. Ośrodki szkoleniowe, takie jak Def Dance Skool w Seulu, rozwijają umiejętności taneczne młodzieży, aby dać im szansę na zostanie idolem. Jedną z rzeczy, na której skupia się najwięcej w szkołach tańca, jest trening fizyczny, gdyż większość planu zajęć ucznia stanowią zajęcia z tańca i ćwiczenia. Agencje rozrywkowe są bardzo selektywne, więc niewielu zdobywa sławę. Uczniowie w szkole muszą poświęcić się opanowaniu tańca, aby przygotować się do energicznych układów wykonywanych przez grupy K-popowe. Po podpisaniu kontraktu z agencją nie przerywa się treningu. W firmach znajdują się znacznie większe ośrodki szkoleniowe dla wybranych przez siebie artystów.

### Wsparcie rządowe

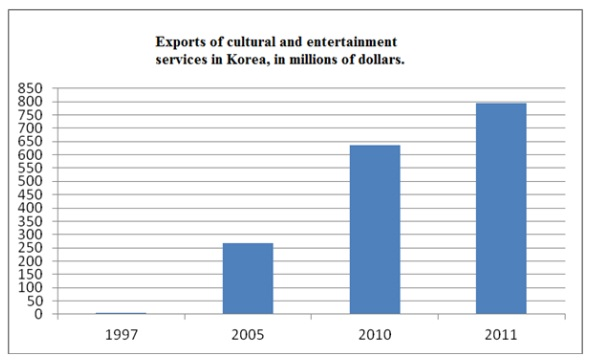
Bank Korei przypisuje szybki wzrost eksportu kultury od 1997 roku rosnącej światowej popularności K-Popu.

Rząd Korei Południowej uznał korzyści dla sektora eksportowego kraju wynikające z koreańskiej fali (w 2011 roku szacowano, że wzrost eksportu kultury koreańskiej o 100USD przyczynił się do wzrostu eksportu innych towarów konsumpcyjnych, w tym żywności, ubrań, kosmetyków i produktów IT o 412USD), dlatego też dopłacał do niektórych przedsięwzięć. Rządowe inicjatywy na rzecz zwiększenia popularności K-popu są w większości podejmowane przez Ministerstwo Kultury, Sportu i Turystyki, które jest odpowiedzialne za ustanowienie na całym świecie Centrów Kultury Koreańskiej (m.in. w Warszawie). Ambasady i konsulaty południowokoreańskie także organizowały koncerty K-popowe poza granicami kraju, a Ministerstwo Spraw Zagranicznych regularnie zaprasza zagranicznych fanów K-popu na coroczny festiwal K-Pop World Festival w Korei Południowej.
Oprócz czerpania korzyści ekonomicznych z popularności K-popu, rząd Korei Południowej wykorzystuje jego wpływ na dyplomację. W dobie masowej komunikacji soft power (dążenie do celu poprzez przekonanie interesariuszy za pomocą atrakcyjności własnej kultury, czy ideałów) jest uważane za bardziej skuteczną i pragmatyczną taktykę dyplomatyczną niż tradycyjna strategia hard power (uzyskiwanie tego, czego się chce od interesariuszy poprzez bezpośrednie zastraszanie). Dyplomacja kulturowa poprzez K-pop jest formą soft power.

## Przemysł

### Agencje
K-pop dał początek całemu przemysłowi muzycznemu obejmując wytwórnie muzyczne, spółki zarządzania imprezami, dystrybutorów muzyki i innych dostawców towarów i usług. Trzy największe firmy w zakresie sprzedaży i przychodów to: S.M. Entertainment, YG Entertainment i JYP Entertainment, często określane są jako „Wielka Trójka”. Wytwórnie te funkcjonują również jako przedstawiciele swoich artystów. Są one odpowiedzialne za rekrutację, finansowanie, szkolenia i marketing nowych artystów, a także zarządzanie ich działalnością muzyczną i public relations. Obecnie agencją o największym udziale na rynku jest S.M. Entertainment. W 2011 roku „Wielka Trójka”, razem ze Star J Entertainment, AM Entertainment oraz KeyEast, założyli wspólną spółkę zarządzającą – United Asia Management.
| Rok założenia | Wytwórnia          | 2010   | 2011    | 2012    | 2013    | 2014    | 2015    | 2016    | 2017    | 2018    | Źródło |
| ------------- | ------------------ | ------ | ------- | ------- | ------- | ------- | ------- | ------- | ------- | ------- | ------ |
| 1995          | S.M. Entertainment | 86,401 | 143,003 | 241,326 | 268,7   | 286,98  | 325,439 | 349,87  | 365,387 | 612,227 | [ 34 ] |
| 1996          | YG Entertainment   | 57,515 | 78,120  | 106,551 | 116,288 | 156,316 | 193,112 | 321,839 | 349,861 | 285,846 | [ 35 ] |
| 1997          | JYP Entertainment  | 10,157 | 9,923   | 15,067  | 21,324  | 48,482  | 50,557  | 73,645  | 102,242 | 124,821 | [ 36 ] |
| 2006          | FNC Entertainment  |        |         | 32,039  | 49,614  | 60,072  | 72,671  | 91,417  | 87,865  | 74,014  | [ 37 ] |

### System stażystów
Zgodnie ze zwyczajem w nowoczesnym K-popie, stażyści (kor. 연습생 yeonseupsaeng) przechodzą przez rygorystyczny system szkolenia przez nieokreślony czas przed debiutem. Metoda ta została spopularyzowana przez Lee Soo-mana, założyciela S.M. Entertainment, jako część koncepcji nazwanej „technologią kultury” (kor. 문화콘텐츠기술). „The Verge” opisało to jako „ekstremalny” system zarządzania artystami. Według CEO południowo-wschodnioazjatyckiego oddziału Universal Music, koreański system stażystów jest unikalny w skali światowej.

### Listy przebojów
Główne listy przebojów w Korei Południowej to Korea K-Pop Hot 100 oraz Gaon Chart. Wraz ze wzrostem popularności K-popu utwory notowane na zagranicznych listach muzycznych m.in. Oricon Chart w Japonii i Hot 100 w Stanach Zjednoczonych. W maju 2014 roku zespół EXO-K został trzecim K-popowym artystą, którego muzyka znalazła się na liście Billboard 200; innymi zespołami odnotowanymi w owym roku na liście były Girls’ Generation z „Mr.Mr.” na 100. pozycji oraz 2NE1 z „Crush” na 60. pozycji. W październiku 2016 roku album BTS, Wings, stał się pierwszym koreańskim albumem, który znalazł się na liście UK Albums Chart, osiągając pozycję 62. pozycję. W lutym 2017 roku czwarty album BTS, You Never Walk Alone, uplasował się na 61. pozycji listy Billboard 200, dzięki czemu zespół został pierwszym koreańskim artystą z czterema płytami zanotowanymi na tej liście. W maju 2018 roku album Love Yourself: Tear, jako pierwszy koreański album, uplasował się na 1. pozycji listy Billboard 200.

### Telewizja
Koreański przemysł muzyczny zapoczątkował wiele pokrewnych programów telewizyjnych w tym talent shows, takie jak Superstar K i K-pop Star, konkursy dla raperów: Show Me The Money, Unpretty Rapstar oraz wiele programów „survivalowych”, których celem było wybranie stażystów mających utworzyć nową grupę idoli. Przykładem takich programów są:
- MyDOL wytwórni Jellyfish Entertainment, który utworzył boysband VIXX[45];
- WIN: Who Is Next wytwórni YG Entertainment, który utworzył grupę WINNER i MIX&MATCH, który utworzył grupę iKON[46];
- SIXTEEN wytwórni JYP Entertainment, który utworzył girlsband Twice[47];
- NO. MERCY wytwórni Starship Entertainment, który utworzył boysband Monsta X[47];
- Seria Produce 101 koreańskiej stacji telewizyjnej Mnet, w wyniku której powstały girlsbandy I.O.I[48], IZ*ONE oraz boysbandy Wanna One[49], X1;
- Pentagon Maker wytwórni Cube Entertainment, który utworzył boysband Pentagon[50];
- Finding Momoland firmy Duble Kick Entertainment, podczas którego utworzono Momoland;
- Idol School koreańskiej stacji telewizyjnej Mnet, z którego wywodzi się girlsband fromis_9.

#### Programy muzyczne
- The Show – wtorki na SBS MTV
- Show Champion – środy na MBC M
- M Countdown – czwartki na Mnet
- Simply K-pop – piątki na Arirang TV
- Music Bank – piątki na KBS2
- Show! Music Core – soboty na MBC
- Inkigayo – niedziele na SBS

## Kultura

### Specyficzne wyrażenia
Artyści K-popowi często określani są jako idole lub grupy idoli. Zazwyczaj każdy zespół posiada lidera, a najmłodszy członek grupy nazywany jest maknae (kor. 막내, dosł. najmłodszy). Popularnemu wykorzystaniu tego terminu przyczynił się boysband SS501, gdy rozszerzyli swoją działalność poza Koreę w 2007 roku promując w Japonii. Jego japoński zapis „マンネ” był często używany do nazwania najmłodszego członka grupy Kim Hyung-juna w celu odróżnienia go od lidera zespołu o podobnym imieniu, Kim Hyun-joong, których imiona w języku japońskim zapisywane są jednakowo.
| Wyrażenie                                   | Wyjaśnienie |
| ------------------------------------------- | --- |
| Daesang (kor. 대상)                         | Podczas ceremonii wręczania nagród muzycznych artyści mogą otrzymać bonsang za wybitne osiągnięcia muzyczne. Jeden ze zdobywców bonsangu otrzymuje daesang, „Wielką Nagrodę”. |
| Bonsang (kor. 본상)                         | Podczas ceremonii wręczania nagród muzycznych artyści mogą otrzymać bonsang za wybitne osiągnięcia muzyczne. Jeden ze zdobywców bonsangu otrzymuje daesang, „Wielką Nagrodę”. |
| „All-Kill” (AK lub CAK)                     | Termin nawiązuje do pozycji na liście przebojów. Certyfikowany „All-Kill” występuje, gdy piosenka znalazła się na 1. miejscu wszystkich rankingów muzycznych Instiz’s iChart w Korei Południowej jednocześnie (dziennych i w czasie rzeczywistym; Melon, Genie, Bugs, Soribada, VIBE, Flo).                                        |
| „Perfect All-Kill” (PAK)                    | Termin nawiązuje do pozycji na liście przebojów. „Perfect All-Kill” występuje, kiedy piosenka zdobyła status „All-Kill” jednocześnie z pierwszym miejscem w rankingu tygodniowym Instiz Weekly Chart |
| Repackaged Album (dosł. przepakowany album) | Wydany ponownie album z nowym singlem „title track” i kilkoma innymi utworami, a także nową szatą graficzną. Zazwyczaj wydawany jest wkrótce po zakończeniu promocji pierwszego singla. |
| „title track”                               | Utwór, który jest wydany z teledyskiem i promowany poprzez występy na żywo w telewizyjnych programach muzycznych. |
| comeback (kor. 컴백)                        | Termin oznaczający działania promujące nowy singel lub album (poza promocją debiutancką). Często wykorzystują koncepcję, która dyktuje, jaki nastrój przekazuje piosenka i jaki styl zdefiniuje modę. |
| promocja (ang. „promotion”)                 | Promocja w K-popie odbywa się, gdy artyści wykonują główny utwór z płyty (ang. „title track”) w różnych programach muzycznych i wywiadach. Promocja w programach telewizyjnych trwa zazwyczaj miesiąc, z „debut stage” dla debiutantów, „comeback stage” oraz „goodbye stage” – ostatnim występie w programie pod koniec promocji. |
| showcase (kor. 쇼케이스)                    | Showcase zazwyczaj odnosi się do prezentacji nowego albumu, w czasie której podczas m.in. wywiadu zespół opowiada o albumie, a także wykonuje utwory z nowego wydawnictwa. Jego zaletą jest możliwość zaproszenia mediów i dziennikarzy w celu szerszego promowania zespołu.                                                       |
| single album                                | patrz: singel w Korei Południowej. |
| show-con                                    | Format występu, który łączy zarówno showcase, jak i koncert, jest to showcase o większej skali. |

### Fankluby

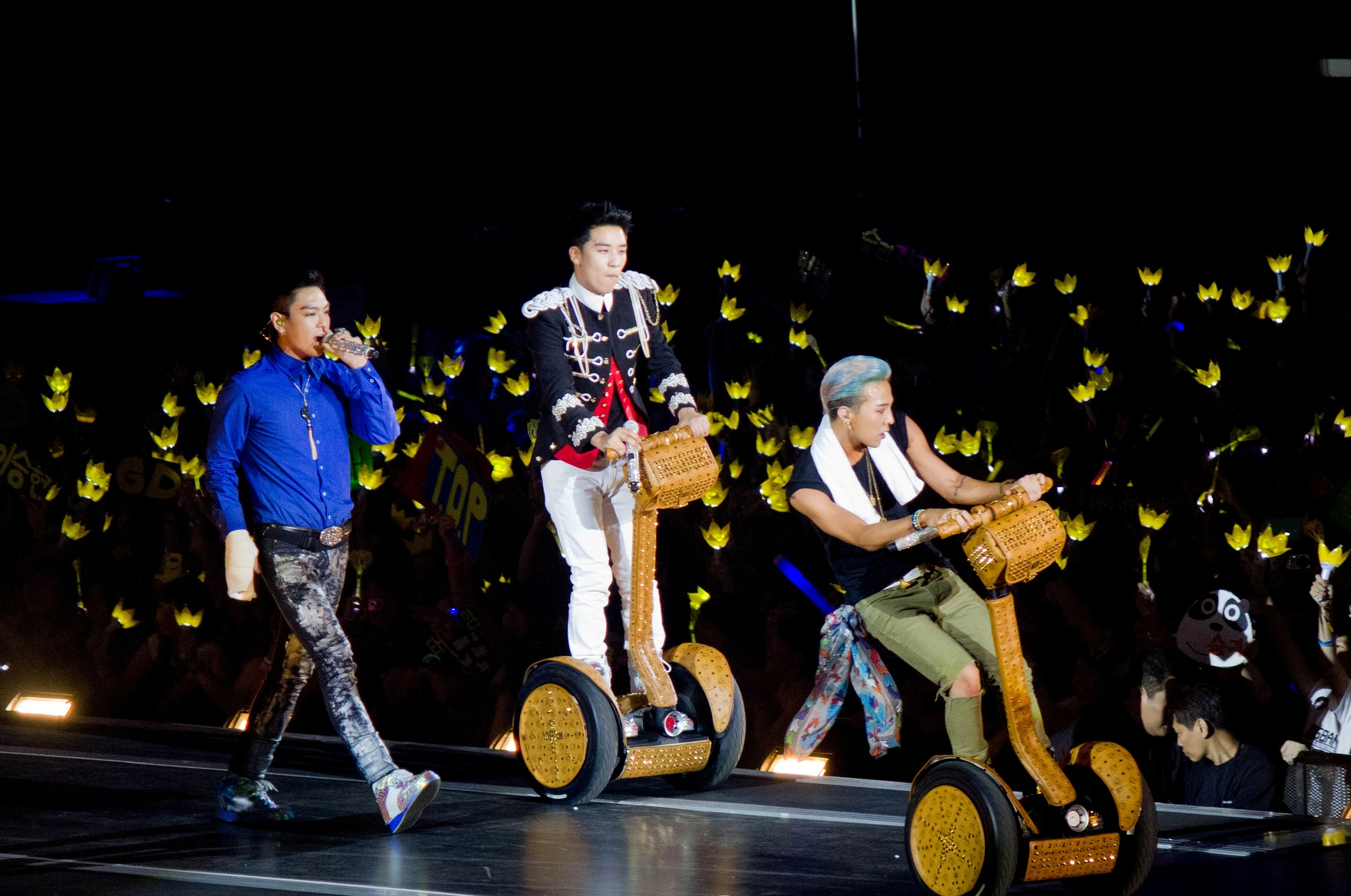
Fani Big Bangu (VIP) trzymają lightsticki podczas koncertu

Fan rice wysłany grupie Exo

Fankluby odgrywają bardzo ważną rolę w K-popie, działają w odmienny sposób i mają inne znaczenie niż na Zachodzie. Grupy K-popowe mają zwykle dedykowane fankluby o wspólnej nazwie, a czasami także przypisanym kolorem (fani Girls’ Generation to SONE, ich kolor to „pastelowy róż”; fani Super Junior to ELF, ich kolor to „szafirowy niebieski”). Kolor ma duże znaczenie, ponieważ symbolizuje danego artystę i pokazuje wsparcie fanów dla tego artysty, zwłaszcza na koncertach, na których spotykają się różne fankluby. Niektóre z bardziej popularnych grup mają spersonalizowane „lightsticki”, które fani używają podczas ich koncertów (np. lightstick Big Bangu jest żółty i ma kształt korony).
Wielu fanów z Korei podróżuje za granicę, aby zobaczyć swoich idoli podczas tournée, a turyści z Japonii i Chin często odwiedzają Koreę, aby zobaczyć artystów podczas koncertów. W 2012 roku ponad 7000 fanów z Japonii przyleciało do Seulu na koncert JYJ, a podczas koncertu tej grupy w Barcelonie w 2011 roku fani z różnych zakątków świata obozowali w nocy, aby uzyskać wejściówkę. Badanie przeprowadzone w 2011 roku przez Korean Culture and Information Service poinformowało, że do fanklubów Hallyu należało ponad 3 miliony aktywnych członków.
Fankluby czasami uczestniczą w imprezach charytatywnych, jako forma wsparcia swoich idoli, kupując worki z ryżem (kor. 쌀 기부 Ssal gibu, pl. „darowizna ryżu”). Popularne wśród fanów jest też wysyłanie ryżu z dołączoną wiadomością na koncerty lub wywiady prasowe artysty. Worki są następnie przekazywane potrzebującym. Według „Time”, na jednym z koncertów Big Bangu otrzymano 12,7 ton ryżu pochodzącego z 50 fanklubów z całego świata. W Korei istnieją firmy zajmujące się wysyłką ryżu od rolników do miejsc eventów.
Unikalną cechą fandomu K-popowego jest „fan chant”. Kiedy zespół wydaje nową piosenkę, skandowanie, zwykle składające się z imion członków grupy, jest wykonywane przez publiczność na koncercie podczas nieśpiewanych części piosenki.